# Carlos-Miguel Herrera
Pour les articles homonymes, voir Carlos Herrera.
Carlos Miguel Herrera est un enseignant en philosophie et théoricien du droit, né le 8 avril 1966. 

## Formation et carrière universitaire
Carlos-Miguel Herrera est diplômé d'études approfondies en philosophie politique et théorie du droit ; il soutient sa thèse de philosophie intitulée Théorie juridique et théorie politique dans la pensée de Hans Kelsen, sous la direction de Georges Labica, en 1996 à l'Université Paris-Nanterre,.
Ancien membre de l'Institut universitaire de France, il est actuellement professeur à l'université de Cergy-Pontoise, où il dirige le Centre de philosophie juridique et politique.

## Principaux ouvrages
- Le droit, le politique. Autour de Max Weber, Hans Kelsen, Carl Schmitt, Paris : L'Harmattan, 1995.
- Théorie juridique et politique chez Hans Kelsen, Paris : Kimé, 1997.
- Actualité de Kelsen en France, Paris : LGDJ, 2001.
- Derecho y socialismo en el pensamiento jurídico, (trad. de V. Lozano et C. Bernal Pulido), Bogotá : Universidad Externado de Colombia, 2002.
- Les juristes de gauche sous la République de Weimar, Paris : Kimé, 2002.
- Par le droit, au-delà du droit. Textes sur le socialisme juridique, Paris : Kimé, 2003.
- Les juristes face au politique : le droit, la gauche, la doctrine sous la IIIe République, Paris : Kimé, 2003.
- Droit et gauche. Pour une identification, Québec : Presses de l’Université Laval, 2003.
- La philosophie du droit de Hans Kelsen, Québec : Presses de l’Université Laval, 2004.
- Georges Sorel et le droit, Paris : Kimé, 2005.
- El Partido Socialista en Argentina. Sociedad, política e ideas a través de un siglo, Buenos Aires : Prometeo Libros, 2005. (en collaboration avec H. Camarero).
- Les juristes face au politique : le droit, la gauche, la doctrine sous la IIIe République, tome II, Paris : Kimé, 2005.
- Le surmoi, genèse politique. Autour de Freud et Kelsen, Incidence. Philosophie, littérature, Sciences humaines, Paris, n° 3, 2007 (en collaboration avec Étienne Balibar et B. Ogilvie).
- Los derechos sociales entre Estado y doctrina juridica, Bogota : Universidad Externado de Colombia, 2008.
- Les droits sociaux, Paris : PUF, 2009
- La Constitution de Weimar et la pensée juridique française, Paris, Kimé, 2011.
- La démocratie, entre multiplication des droits et contre-pouvoirs sociaux,Paris, Kimé, 2012. [en collaboration avec S. Pinon].
- Comment écrit-on l’histoire constitutionnelle ?, Paris, Kimé, 2012, 200 p. [en collaboration avec A. Le Pillouer].
- A politica dos juristas. Direito, liberalismo e socialismo em Weimar, (trad. L. Caplan), São Paulo, Alameda, 2012.
- Rousseau chez les juristes. Histoire d’une référence philosophico-politique dans la pensée juridique, Paris, Kimé, 2013.
- Democracy, Justice and Exception. The Kelsen-Schmitt debate reloaded in the XXI Century, Belo Horizonte, Initia Via Editora, 2015, 104 p. [en collaboration avec Andityas Soares de Moura Costa Matos et Roberto Bueno Pinto].
- Le constitutionnalisme latino-américain aujourd’hui : entre renouveau juridique et essor démocratique ? Paris, Kimé, 2015, 140
- L’analyse juridique de (x). Le droit parmi les sciences sociales, Paris, Kimé, 2016 [en collaboration avec R. Encinas de Muñagorri, S. Hennette-Vauchez et O. Leclerc]
- ¿ Adios al proletariado ? El Partido Socialista bajo el peronismo, Buenos Aires, Imago Mundi, 2016.